# Strádovské Peklo
Strádovské Peklo je přírodní rezervace poblíž obce Licibořice v okrese Chrudim. Oblast spravuje Agentura ochrany přírody a krajiny ČR – RP Východní Čechy. Předmětem ochrany je komplex přirozených suťových lesů s ohroženými druhy rostlin a živočichů. Celý ekosystém je typickou ukázkou přirozených společenstev daného území.

## Galerie

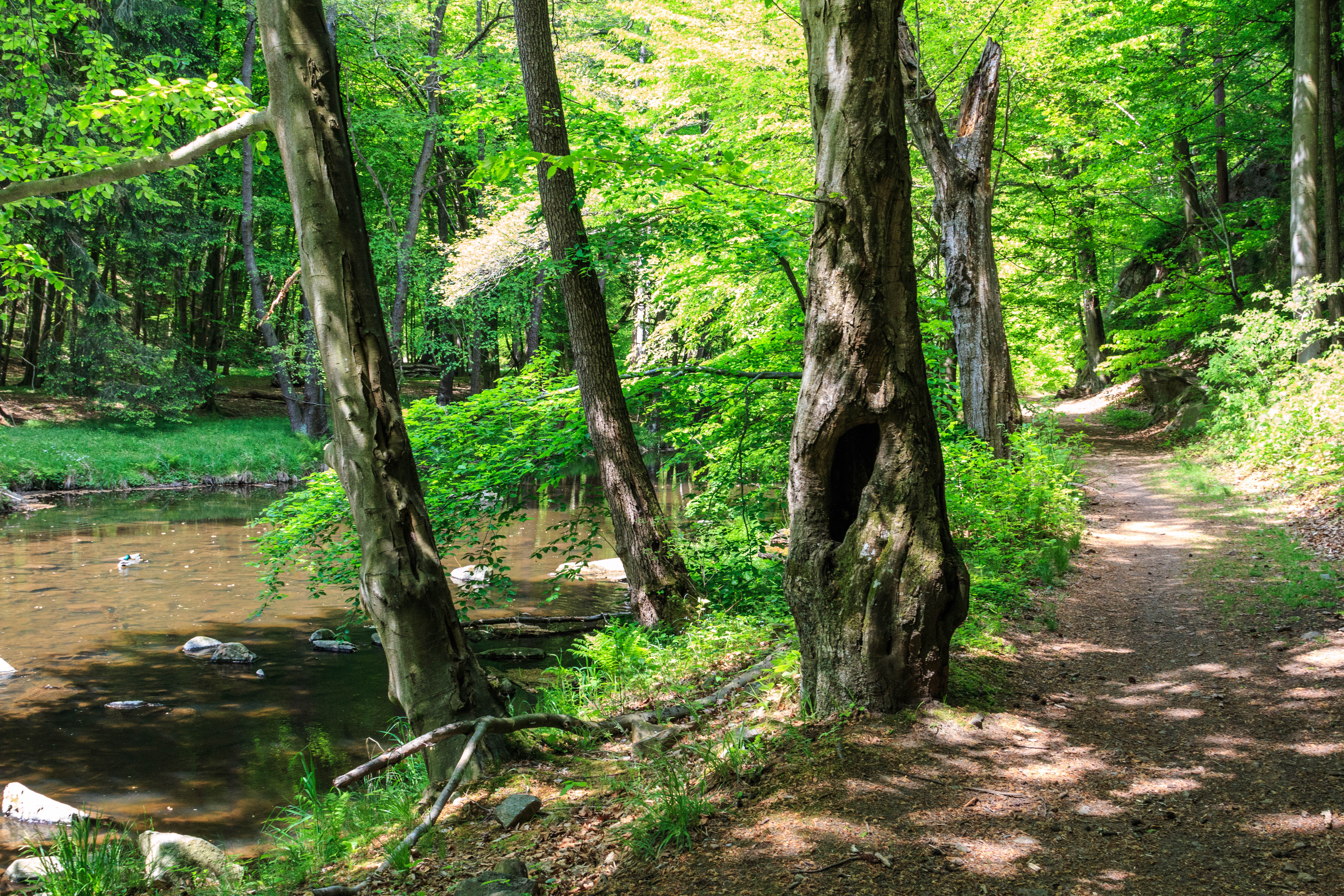
Strádovské Peklo
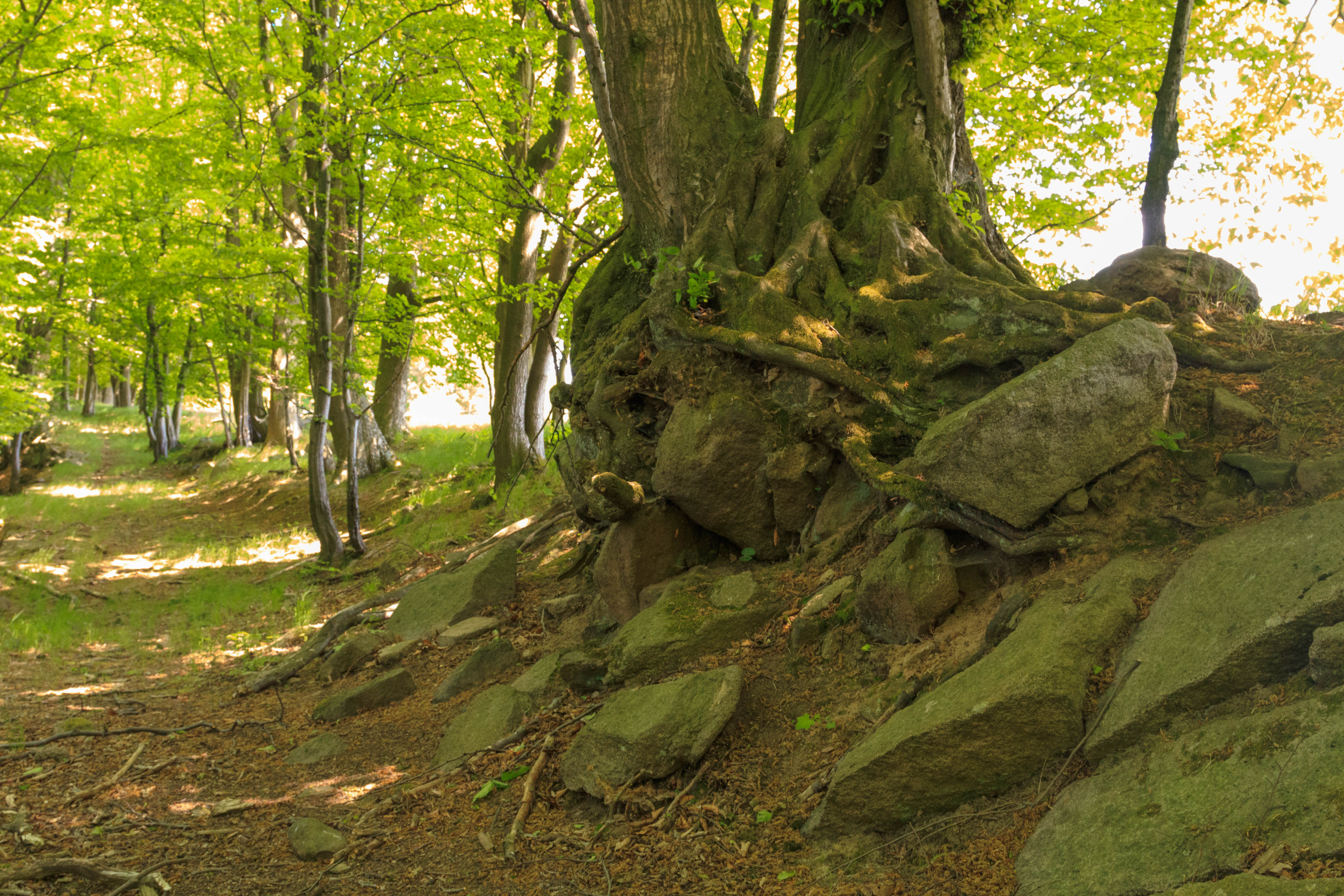
Strádovské Peklo
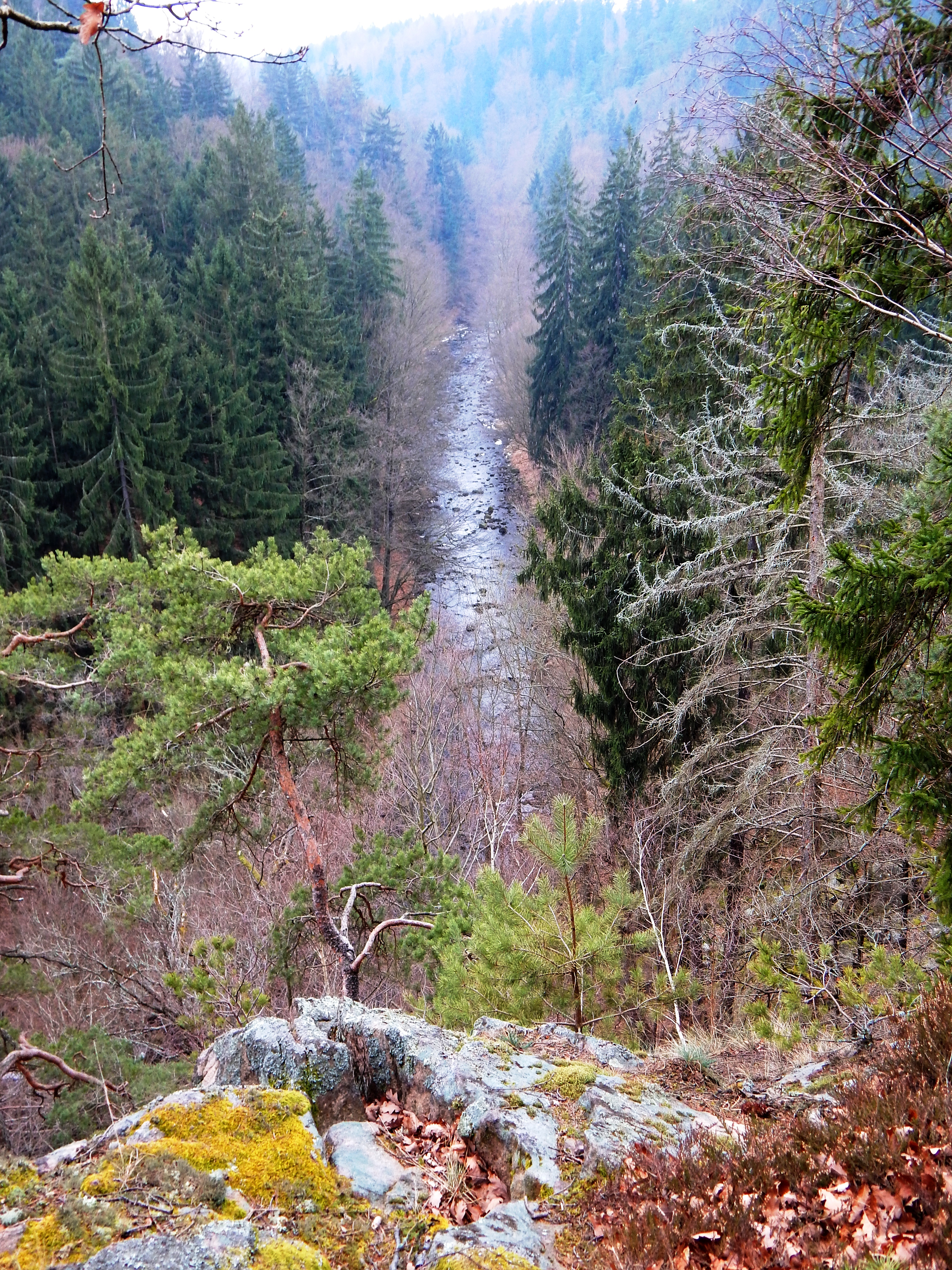
Řeka Chrudimka v údolí Strádovského Pekla
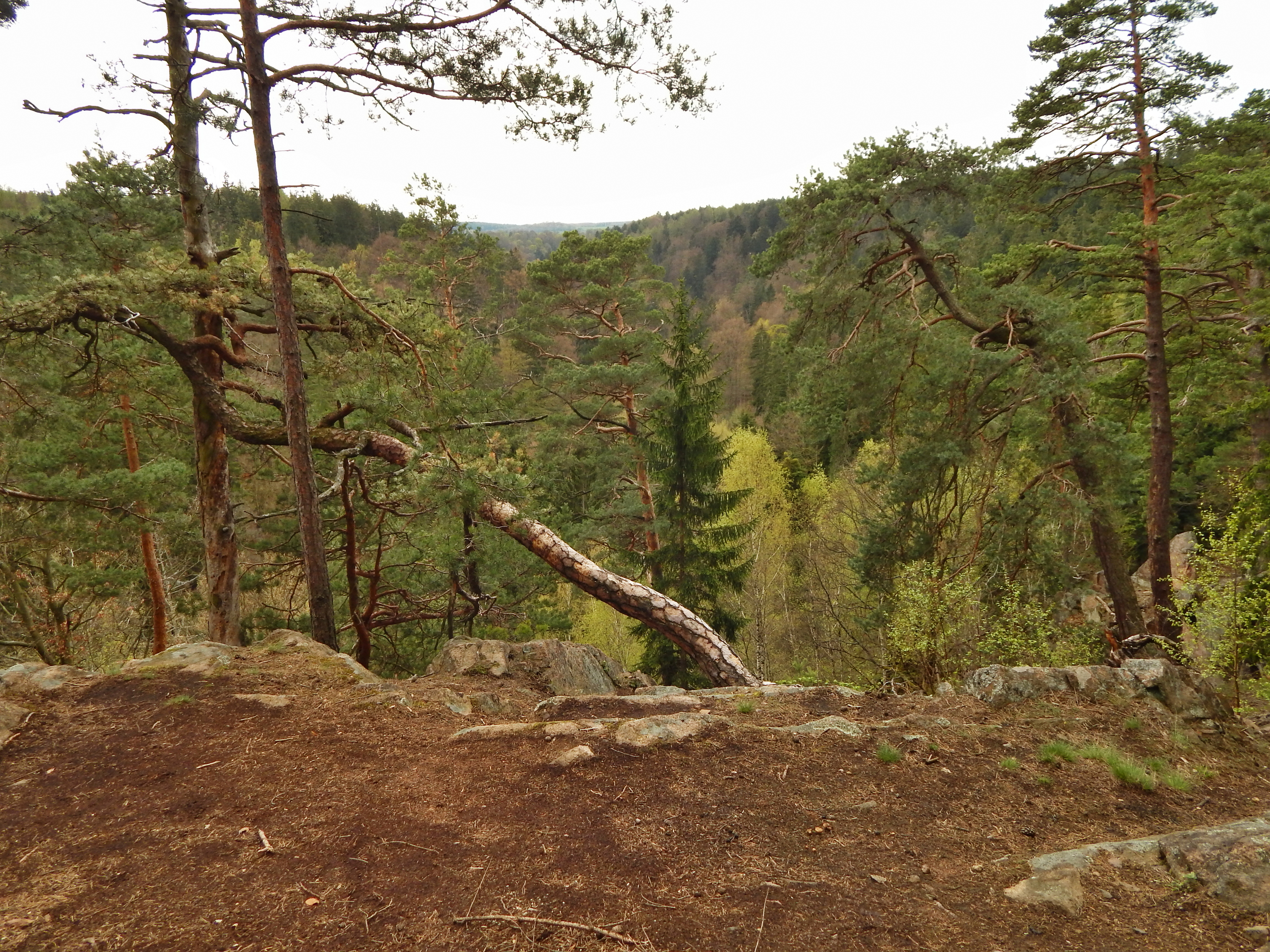
Na hraně údolí